# Anne de Savoie (1455-1480)
Pour les articles homonymes, voir Anne de Savoie.
Anne de Savoie, princesse de Squillace (1er juin 1455 - février 1480), est la première épouse du roi Frédéric Ier de Naples. Elle est morte seize ans avant qu'il n'accède au trône, et n'a donc jamais été reine. Anne est membre de la maison de Savoie, et par sa mère Yolande de France, elle est la petite-fille du roi Charles VII. 

## Famille et mariage
Anne est née le 1er juin 1455, seconde enfant et première fille des dix enfants d'Amédée IX de Savoie et de Yolande de France, fille du roi Charles VII de France et de Marie d'Anjou. Elle a sept frères, dont les ducs Philibert Ier et Charles Ier, et deux jeunes sœurs, dont la bienheureuse Louise de Savoie, dame de Nozeroy. En raison de l'épilepsie de son père, sa mère gouvernait la Savoie. 
Le 11 septembre 1478 à Milan, elle épouse Frédéric, prince de Squillace (1452-1504), futur roi de Naples. Ensemble, ils ont une fille : 
- Charlotte d'Aragon-Naples, princesse de Tarente (février 1480 - 16 octobre 1506), épouse en 1500 Guy XVI de Laval, comte de Laval, dont postérité.

## Mort et postérité
Anne est décédée en février 1480, probablement en couches ou peu de temps après. Elle est enterrée à Chambéry.  
Son époux s'est remarié en 1487 avec Isabelle des Baux, avec qui il a eu cinq autres enfants. En 1496, seize ans après la mort d'Anne, il monte sur le trône et devient le dernier roi de Naples de la maison de Trastamare. 
Sa fille Charlotte est élevée à la cour de France. En 1496, elle devient suo jure princesse de Tarente.